# 废名
废名（1901年11月9日—1967年9月4日），本名冯文炳，字蕴仲，湖北黄梅人。中国现代作家，学者。

## 生平
废名于1901年11月9日生于湖北黄梅，其家境殷实，然自幼多病。童年受传统私塾教育，13岁入黄梅八角亭初级师范学校，1917年考入国立湖北第一师范学校，接触新文学，被新诗迷住，立志“想把毕生的精力放在文学事业上面”，毕业后留武昌任小学教员，期间开始与周作人过从。1922年，考入北京大学预科英文班，开始发表诗和小说。在北大读书期间，广泛接触新文学人物，参加“浅草社”，投稿《语丝》。1925年10月，废名出版第一本短篇小说集《竹林的故事》。1927年，张作霖下令解散北大，改组京师大学堂，废名愤而退学，卜居西山，后任教成达中学。1929年，废名在重新改组的北平大学北大学院英国文学系毕业，受聘于国立北京大学中国文学系任讲师。次年和冯至等创办《骆驼草》文学周刊并主持编务，共出刊26期。此后教书，写作，研究学问，抗日战争期间回黄梅县任教于中小学，并在此期间写就《阿赖耶识论》。1946年由俞平伯推荐受聘北大，先后任中文系副教授、教授。1952年调往长春东北人民大学（后更名为吉林大学）中文系任教授，1956年任中文系主任，先后被选为吉林省文联副主席，吉林第四届人民代表大会代表，吉林省政协常委。1967年9月4日，因癌症病逝于长春。

## 文学风格
废名被认为是周作人的弟子，在文学史上被视为京派代表作家。代表作有《竹林的故事》、《桥》、《莫须有先生传》、《莫须有先生坐飞机以后》等。废名的小说以“散文化”闻名，其独特的创作风格人称“废名风”，对沈从文、汪曾祺等作家产生过影响。废名名气虽大，但因为晦涩难懂，读者却少。在文学上，周作人和俞平伯是他的两个著名知音。周作人在为废名和俞平伯的“涩”作解释时说“本来晦涩的原因普通有两种，即是思想之深奥或混乱，但也可以由于文体之简洁或奇僻生辣，我想现今所说的便是属于这一方面。”
在《废名小说选·序》中，废名对于自己的风格有如此评论：“就表现的手法说，我分明地受了中国诗词的影响，我写小说同唐人写绝句一样，绝句二十个字，或二十八个字，成功一首诗，我的一篇小说，篇幅当然长得多，实在用写绝句的方法写的，不肯浪费语言。这有没有可取的地方呢？我认为有。运用语言不是轻易的劳动，我当时付的劳动实在是顽强。读者看我的《浣衣母》，那是最早期写的，一支笔简直就拿不动，吃力的痕迹可以看得出来了。到了《桃园》，就写得熟些了。到了《菱荡》，真有唐人绝句的特点，虽然它是五四以后的小说。 ”

## 废名的哲学研究
废名对于佛学有相当的研究，著有《阿赖耶识论》，专门探讨佛学中的唯识论。不过，他的哲学研究并没有受到注意。周作人说“随后他又谈《论语》、《庄子》，以及佛经，特别是佩服《涅槃经》，不过讲到这里，我是不懂玄学的，所以就觉得不大能懂。”废名寄哲学论文给周作人，没能得到回应，令他很失望。诗人卞之琳说“1949年我从国外回来，他把一部好像诠释什么佛经的稿子拿给我看，津津乐道，自以为正合马克思主义真谛。我是凡胎俗骨，一直不大相信他那些‘顿悟’……无暇也无心借去读，只觉得他热情感人。”学者张中行也研究佛学，他说废名“同熊十力先生争论，说自己无误，举证是自己代表佛，所以反驳他就是谤佛。这由我这少信的人看来是颇为可笑的，可是看到他那种认真至于虔诚的样子，也就只好以沉默和微笑了之。”态度也和卞之琳类似。只有熊十力，虽然和废名观点全然不同，但愿意和他激烈辩论，甚至打架。

## 关于笔名的来历
废名在1926年6月10日的日记写道： “从昨天起，我不要我那名字，起一个名字，就叫做废名。我在这四年以内，真是蜕了不少的壳，最近一年尤其蜕得古怪，就把昨天当个纪念日子罢。”

## 废名作品目录
- 冯文炳：《竹林的故事》，北京北新书局1925年版。
- 废名：《桃园》，上海开明书店1928年版。
- 废名：《枣》，上海开明书店1931年版。
- 废名：《桥》，上海开明书店1932年版。
- 废名：《莫须有先生传》，上海开明书店1932年版。
- 废名：《谈新诗》，北京新民印书馆1944年版。
- 废名、开元：《水边》，北京新民印书馆1944年版。
- 废名著、开元编：《招隐集》，汉口大楚报社1945年版。
- 《跟青年谈鲁迅》，中国青年出版社1956年版。
- 《废名小说选》，人民文学出版社1957年版。
- 冯文炳：《谈新诗》，人民文学出版社1984版。
- 《冯文炳选集》，人民文学出版社1985年版。
- 《废名选集》，四川文艺出版社1988年版。
- 《废名散文选》，百花文艺出版社1990年版。
- 冯思纯编：《废名短篇小说集》，湖南文艺出版社1997年版。
- 废名：《阿赖耶识论》，辽宁教育出版社2000年版。
- 止庵编：《废名文集》，东方出版社2000年版。
- 废名：《莫须有先生传》，广西师范大学出版社2003年1月版。
- 废名：《竹林的故事》，广西师范大学出版社2003年3月版。
- 陳建軍、馮思純編：《廢名詩集》，台北新視野圖書出版公司2007年版。
- 王風編，《廢名集》，北京大學出版社，2009年1月。